# Xavier Bourgault
Xavier Bourgault (né le 22 octobre 2002 à L'Islet dans la province de Québec au Canada) est un joueur canadien de hockey sur glace. Il évolue aux postes de centre ou d'ailier droit pour les Condors de Bakersfield dans LAH.

## Biographie

### Carrière mineure
Il participe à l'édition 2014-2015 du tournoi international de hockey pee-wee de Québec avec les Québec Nordiques. Il joue 3 matchs et il obtient aucun point,.

### Carrière junior
Il est repêché au 33e rang par les Cataractes de Shawinigan lors du repêchage d'entrée dans la LHJMQ. Xavier Bourgault fait ses débuts dans la Ligue de hockey junior majeur du Québec (LHJMQ) avec les Cataractes de Shawinigan lors de la saison 2018-2019, il y inscrit 7 buts et 20 points en 62 matchs. Lors des séries éliminatoires, les Cataractes se font éliminer au premier tour par les Huskies de Rouyn-Noranda en 6 matchs. Il obtient aucun but et 1 assistance lors de la série.
La saison suivante, il élève sa production offensive avec 33 buts et 71 points en 63 matchs, pour un moyenne de 1,13 points par match. La saison est arrêtée prématurément en raison à la pandémie de COVID-19 et il n'y a pas de séries éliminatoires.
Sa moyenne de points par match augmente à nouveau à 1,38 en 2020-2021, alors qu'il enregistre 20 buts et 40 points en 29 matchs. Lors des séries éliminatoires, les Cataractes se font éliminer au premier tour par l'Océanic de Rimouski en 5 matchs. Il termine les séries avec aucun but et 4 assistances. Ne comptant que six minutes de punition cette saison-là, il est finaliste pour le trophée Frank-J.-Selke, qui est remis annuellement au joueur considéré comme ayant le meilleur esprit sportif tout en conservant des performances remarquables dans la LHJMQ . Le 23 juillet 2021, Bourgault est repêché au 22e rang par les Oilers d'Edmonton lors du repêchage d'entrée dans la LNH 2021.

### Carrière professionnelle
Bourgault signe son contrat d'entrée dans la LNH avec les Oilers d'Edmonton le 31 mars 2022. En 2022-2023 fait ses débuts chez les professionnels avec le club-école des Oilers, les Condors de Bakersfield. Le 15 octobre 2022, il joue son premier match chez les pros contre les Canucks d'Abbotsford dans une défaite 3-2 en prolongation. Quatre jours plus tard, le 19 octobre 2022, il obtient son premier point chez les pros, une aide, dans une victoire 4-3 contre les Silver Knights de Henderson. Bourgault marque son premier but dans la LAH à son 5e match contre le gardien Jon Gillies (en) des Roadrunners de Tucson. Il en rajoute un autre dans la même partie, qui termine par la marque 5-3 pour Tucson. Bourgault termine sa première saison chez les pros avec 13 buts et 21 aides en 62 parties. Les Condors terminent à la 5e place de la Division Pacifique. En séries éliminatoires, les Condors sont balayés au 1er tour, en deux parties, par les Canucks d'Abbotsford. Bourgault est blanchi de la feuille de pointage au cours de la série.

### Carrière internationale
Il représente l'équipe du Canada au niveau international.
Lors du championnat du monde junior 2022, il joue un match et il fait une commotion cérébrale. Il manque le reste du tournoi et ce dernier est annulé en raison de la pandémie de COVID-19 et son variant Omicron.

## Statistiques

### En club
| Saison    | Équipe                   | Ligue |    | Saison régulière | Saison régulière | Saison régulière | Saison régulière | Saison régulière |    | Séries éliminatoires | Séries éliminatoires | Séries éliminatoires | Séries éliminatoires | Séries éliminatoires |
| Saison    | Équipe                   | Ligue | PJ | B                | A                | Pts              | Pun              | PJ               | B  | A                    | Pts                  | Pun                  |                      |                      |
| 2018-2019 | Cataractes de Shawinigan | LHJMQ | 62 | 7                | 13               | 20               | 12               | 6                | 0  | 1                    | 1                    | 0                    |                      |                      |
| 2019-2020 | Cataractes de Shawinigan | LHJMQ | 63 | 33               | 38               | 71               | 20               | -                | -  | -                    | -                    | -                    |                      |                      |
| 2020-2021 | Cataractes de Shawinigan | LHJMQ | 29 | 20               | 20               | 40               | 6                | 5                | 0  | 4                    | 4                    | 2                    |                      |                      |
| 2021-2022 | Cataractes de Shawinigan | LHJMQ | 43 | 36               | 39               | 75               | 20               | 16               | 12 | 10                   | 22                   | 10                   |                      |                      |